# Best Practice & Research: Clinical Obstetrics & Gynaecology
Best Practice & Research: Clinical Obstetrics & Gynaecology, abgekürzt  Best. Pract. Res. Clin. Obstet. Gynaecol., ist eine wissenschaftliche Fachzeitschrift, die vom Elsevier-Verlag veröffentlicht wird. Die Zeitschrift wurde 1974 unter dem Namen Clinics in Obstetrics and Gynaecology gegründet und änderte den Namen 1986 in Baillière’s Clinical Obstetrics and Gynaecology: International Practice and Research. Nach einer Änderung des Namens von 1999 bis 2000 in Baillière’s Best Practice & Research - Clinical Obstetrics & Gynaecology hat die Zeitschrift seit 2001 den aktuellen Namen und erscheint mit sechs Ausgaben im Jahr. Es werden Reviews veröffentlicht, die umfassende Übersichtsarbeiten zur aktuellen klinischen Praxis in den Gebieten Geburtshilfe und Frauenheilkunde darstellen.
Der Impact Factor lag im Jahr 2014 bei 1,919. Nach der Statistik des ISI Web of Knowledge wird das Journal mit diesem Impact Factor in der Kategorie Gynäkologie und Geburtshilfe an 35. Stelle von 79 Zeitschriften geführt.